# Gertrud Dann
Gertrud Dann (* 27. Mai 1908 in Augsburg; † 2. April 1998 in Sharpthorne, Sussex) war eine deutsch-englische Kindergärtnerin und Pädagogin.

## Leben und Wirken

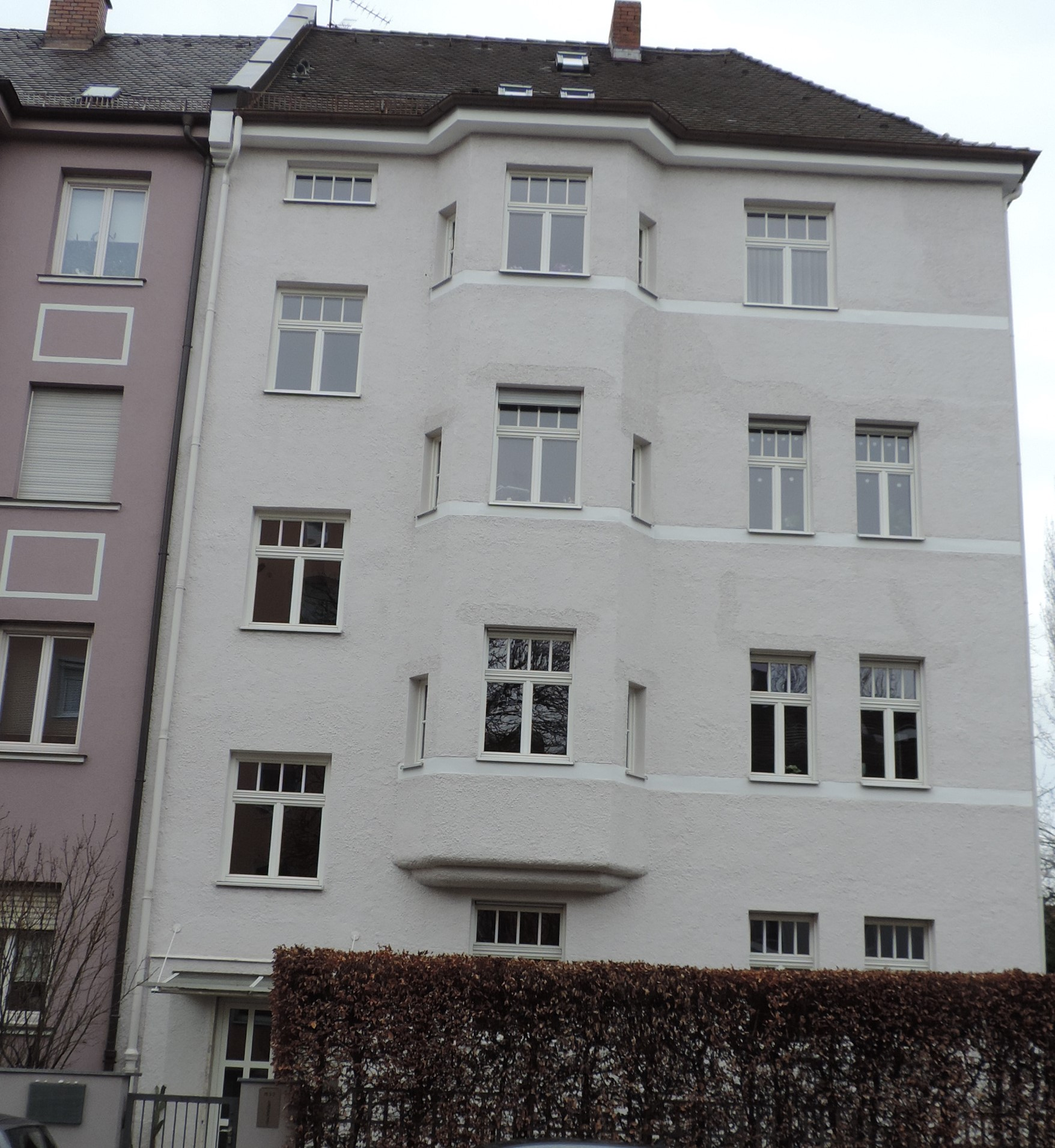
Haus der Familie Dann in Augsburg

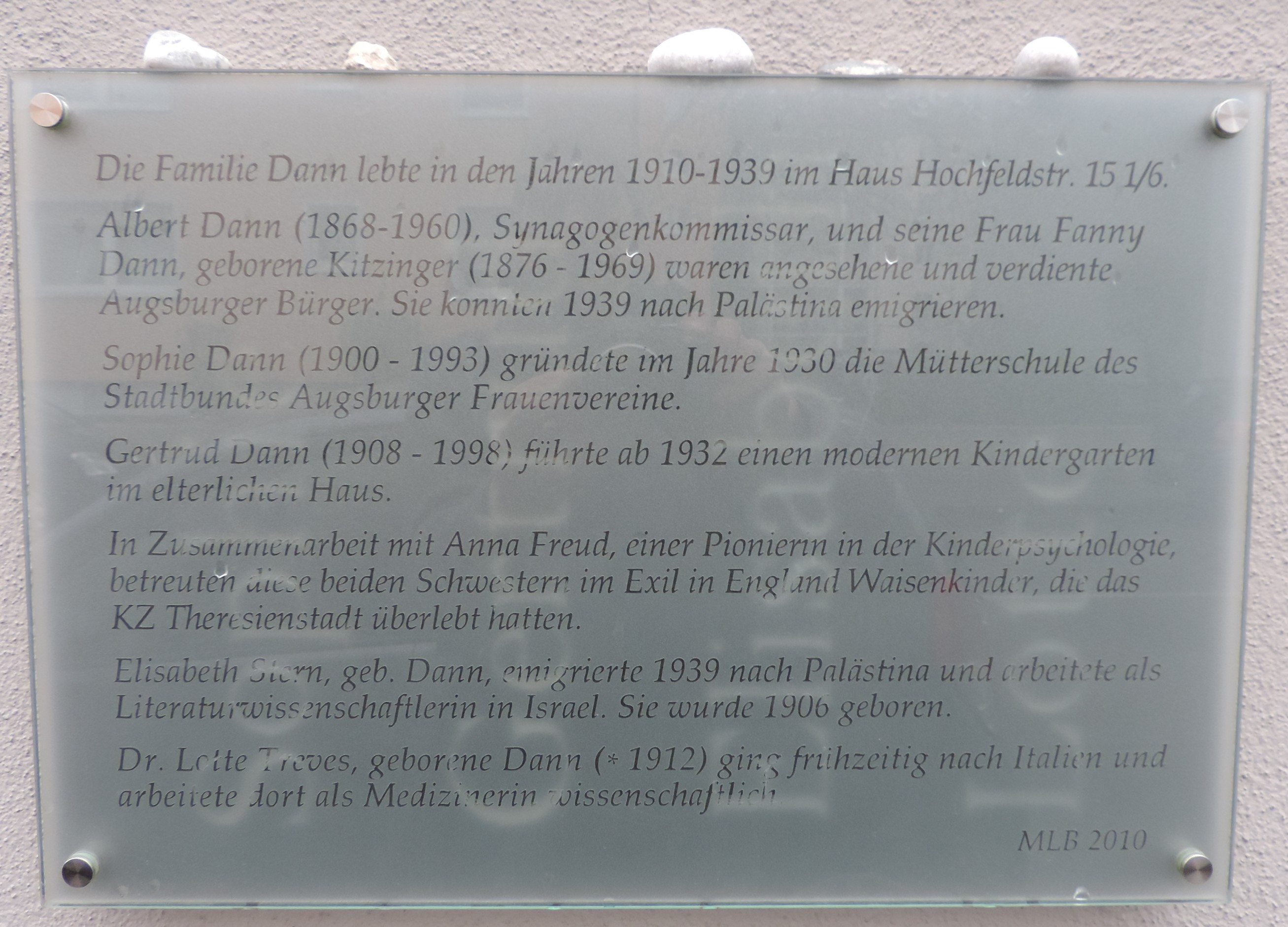
Erinnerungstafel am ehemaligen Wohnhaus der Familie Dann

Sie stammte aus einer alten, sehr angesehenen jüdischen Familie. Der Vater Albert Dann (geb. 1868) war Kommerzienrat, Synagogenkommissar und Wohltäter der Stadt Augsburg. Er war Besitzer einer Fabrik für Kurz- und Manufakturwaren und stammte aus Frankfurt am Main, seine  Frau Fanny, geb. Kitzinger (geb. 1876), aus Fürth. Das Ehepaar hatte fünf Töchter: Sophie, Thea, Elisabeth, Gertrud und Lotte. Gertrud besuchte nach der Volksschule zunächst, wie die älteren Schwestern auch, das weit über die Stadtgrenzen hinaus bekannte Anna  Barbara von Stettensche Institut, eine private Mädchenschule. 
In Hellerau bei Dresden absolvierte sie von 1926 bis 1928 das Kindergärtnerinnenseminar und arbeitete anschließend in verschiedenen Kinderheimen in München und Hamburg. Ab dem Jahre 1932 leitete Dann einen Kindergarten, der in ihrem Elternhaus untergebracht war. Mit Beginn der Nazi-Diktatur durfte sie keine „arischen Kinder“ mehr aufnehmen, da sie als Jüdin unfähig war, die deutschen kulturellen Werte und Normen zu vermitteln, ihr „schlechter jüdischer Einfluß nach Meinung der Nazis“ die Kinder „verdorben hätte“.  Schließlich musste Dann mit ihren Kindergärten in einen Nebenraum der Synagoge übersiedeln. Bedingt durch die Auswanderung vieler jüdischer Mitbürger fehlte es an Kindern, darum schloss Dann den Kindergarten. Folgend arbeitete sie  im Antonienheim in München. Zusammen mit ihrer Schwester Sophie verließ Dann 1939 Deutschland und emigrierte nach Großbritannien. Dort verdiente sie zunächst  als Hausangestellte mühsam ihren Lebensunterhalt. Zusammen mit ihrer Schwester arbeitete sie ab 1941 in den 'Hampstead Nurseries', dem Kriegskinderheim von Anna Freud. Nach Kriegsende arbeitete sie mit schwer traumatisierten Kindern aus dem KZ Theresienstadt, die an ein normales Leben gewohnt werden mussten. Eine ungemein schwierige Aufgabe, denn die Kinder hatten keine Vorstellung von einer normalen Umwelt: „Familie, Haushalt, Garten, Läden, Schaufenster, Verkehrsmittel, all dies war ihnen fremd. Nur große Lastwagen schienen ihnen bekannt zu sein, offenbar eine Erinnerung an die Transportwagen im Konzentrationslager. Außer Hunden kannten sie keine Tiere. Vor diesen hatten sie anfangs entsetzliche Angst, wahrscheinlich wegen im Lager gemachter Erfahrungen. In den ersten Lebensjahren hatten sie nur solches Spielzeug zur Verfügung, das die Erwachsenen aus leeren Fadenrollen, Büchsen und Lappen für sie angefertigt hatten“.
Zuletzt arbeitete Dann als Bibliothekarin in der Hampstead Child Therapy Coure and Clinic. Dort war sie noch 20 Jahre tätig. Ihre letzten Lebensjahre verbrachte sie mit ihrer Schwester in einem Altenheim.